# Humbert de Romans
Humbert de Romans est un religieux dominicain français du XIIIe siècle, devenu maître de l'ordre des frères prêcheurs. Il a marqué par son enseignement et ses écrits l'histoire de son ordre et de l'Église de son temps. 

## Biographie
Humbert de Romans est né à Romans dans le diocèse de Vienne, France vers l’an 1194. En 1215 il est étudiant à Paris. En 1224, il entre chez les dominicains, et enseigne la théologie à l’école de l’Ordre à Lyon en 1226, avant d’en devenir le prieur de 1236 à 1239. Il est élu provincial de la province de Rome en 1240, puis de la province de France en 1244 qu’il gouverne jusqu’en 1254, date à laquelle il est élu maître de l'ordre des Prêcheurs lors du chapitre général de Budapest. En 1263, lors du chapitre général de Londres, il renonce à ses fonctions pour se retirer au couvent de Valence où il décède probablement le 14 juillet 1277.

## Activités
Dès 1240, l’ordre des Prêcheurs - encore naissant, Saint Dominique est mort en 1221 - veut fixer sa propre liturgie.
- À partir de 1246, Humbert de Romans, alors provincial de France, est chargé de régler les questions relatives à l’unification de la liturgie dominicaine. Il poursuivra ce travail après son élection comme maître de l'ordre des prêcheurs.
- En 1251 le chapitre de Metz approuve un premier prototype de lectionnaire, dont une copie issue du couvent de Ratisbonne nous est parvenue.
- En 1254 Humbert de Romans fait procéder à une révision finale des textes : le lectionnaire de l’Ordre est approuvé. Un exemplaire du recueil des livres liturgiques ('Ecclesiastica officia') issu de la réforme humbertienne, provenant du couvent Saint-Jacques de Paris est aujourd’hui conservé à Rome aux Archives Générales de l’Ordre Dominicain. Le lectionnaire sanctoral (légendes des saints lues à l'office liturgique) alors mis au point fut utilisé par Jacques de Voragine pour la seconde édition de la Légende dorée, essentiellement à titre de supplément bibliographique. Il faudra attendre 1267 pour que le pape Clément IV approuve la liturgie dominicaine.
- Entre 1256, lors du chapitre général de Paris, Humbert de Romans demande qu'on lui envoie tous les récits édifiants et miraculeux qui se rapportent aux frères de l'Ordre, avant d'en confier la synthèse à Géraud de Frachet qui en tire ses Vitae fratrum.
- Entre 1263 et 1277, Humbert de Romans compose le Don de crainte (ou Traité de l'abondance des exemples). Ce recueil de près de trois cents récits exemplaires, destiné aux prédicateurs, vise à engager les fidèles à méditer sur leur salut et à les encourager à changer de comportement. D'où des descriptions de l'enfer, du Purgatoire, du Jugement dernier, dignes des tympans romans, etc. D'où d'inquiétants et fantastiques récits sur la crainte de la mort, du péché, du diable, etc.

## Postérité
Tout à la fin du XIXe siècle, Humbert de Romans prête son nom à un projet de complexe culturel et musical connu sous le nom de salle de concerts Humbert-de-Romans. Il est initié par un Dominicain, le révérend Père Lavy, qui charge Hector Guimard de le réaliser. L’ensemble constitue sans doute le chantier le plus important de la carrière de Guimard après le Castel Béranger, et l’un des chefs-d’œuvre de sa période expérimentale, entre 1895 et 1900. Salué à son achèvement en 1901 comme une réussite tant sur le plan fonctionnel qu'acoustique, il n’en est pas moins un fiasco financier, qui conduit à sa démolition dès 1905.

## Écrits
- Humbertus de Romanis, Opera de vita regulari, 2 volumes, éd. J. J. Berthier, Rome, Befani, 1888, réédition Turin, Marietti, 1956.
- Humbert of Romans, Lettre sur l'observance de la vie régulière, trad. du latin par Sr Marie-Véronique Nicolas, o.p., introduction et notes de Sr Marie-Ancilla, o.p., Rome, 2020 .
- Humbert de Romans (trad. du latin), Le Don de crainte ou L'Abondance des exemples, Lyon, Presses universitaires de Lyon, 2003, 242 p. (ISBN 978-2-7297-0731-6 et 2-7297-0731-X)